# Nordeste de Roraima
Nordeste de Roraima is een van de 4 microregio's van de Braziliaanse deelstaat Roraima. Zij ligt in de mesoregio Norte de Roraima en grenst aan de microregio's Boa Vista en Caracaraí. De microregio heeft een oppervlakte van ca. 30.792 km². In 2006 werd het inwoneraantal geschat op 35.780.
Vier gemeenten behoren tot deze microregio:
- Bonfim
- Cantá
- Normandia
- Uiramutã

Mesoregio's: Norte de Roraima · Sul de Roraima

Microregio's: Boa Vista · Caracaraí · Nordeste de Roraima · Sudeste de Roraima